# L'Homme qui assassina (film 1931)
L'Homme qui assassina è un film del 1931 diretto da Kurt Bernhardt (Curtis Bernhardt) e Jean Tarride. Come montatore e assistente alla regia nei credit appare il nome di László Benedek.
Il film fu girato in altre lingue in differenti versioni: in tedesco, nel 1931 Kurt Bernhardt diresse Der Mann, der den Mord beging (distribuito in Italia come Notti sul Bosforo; in inglese, nel 1932 Dimitri Buchowetzki diresse Stamboul e lo stesso Buchowetzki insieme a Fernando Gomis ne diresse in Gran Bretagna la versione spagnola, El hombre que asesinó.
La sceneggiatura si basa su L'Homme qui assassina, romanzo di Claude Farrère che era già stato portato sullo schermo nel 1913 da Henri Andréani con un film intitolato sempre L'Homme qui assassina.

## Trama
Il nuovo addetto militare francese presso l'ambasciata di Costantinopoli aiuta una giovane donna ricattata dal proprio marito.

## Produzione
Il film fu una coproduzione tra la francese Les Établissements Braunberger-Richebé e la tedesca Terra-Filmkunst.

## Distribuzione
Distribuito dalla Cinélux e Les Établissements Braunberger-Richebé, uscì nelle sale cinematografiche francesi il 16 gennaio 1931. A Parigi, fu presentato il 21 gennaio al Marivaux e al Pathé Victor Hugo.